# Costantino Fava
Costantino Fava (Villorba, 14 maggio 1946) è un allenatore di calcio ed ex calciatore italiano, di ruolo attaccante.

## Carriera
Ha totalizzato complessivamente 187 presenze e 21 reti in Serie B con le maglie di Lazio, Perugia, Livorno, Reggiana, Avellino e Lecce.

## Palmarès

### Giocatore

#### Competizioni nazionali
- Campionato italiano Serie C: 1

Lecce: 1975-1976 (girone C)
- Coppa Italia Serie C: 1

Lecce: 1975-1976

#### Competizioni internazionali
- Coppa delle Alpi: 1

Lazio: 1971
- Coppa Italo-inglese per semiprofessionisti: 1

Lecce: 1976

#### Altre competizioni
- Campionato De Martino: 1

Lazio: 1967-1968